# Robert Barnes
Robert Barnes (King's Lynn, 1495 – Londra, 30 luglio 1540) è stato un religioso e teologo britannico.

## Biografia
Studiò a Cambridge con John Bale, poi a Lovanio. Nel 1523 ritornò a Cambridge, dove conseguì il dottorato in teologia (Doctor of Divinity) e poco dopo fu nominato priore del locale convento agostiniano. 
Durante la messa della vigilia natalizia del 1525 nella chiesa di Sant'Edoardo a Cambridge, Barnes pronunciò un'omelia in cui accusava la Chiesa di eresia, in quanto non più aderente ai dettami originali del Vangelo. Diversi autori ritengono che questo discorso segni l'inizio della Riforma protestante in Inghilterra. Di conseguenza, nel 1526 fu inquisito da una commissione composta da Thomas Wolsey e altri quattro vescovi, e condannato a scegliere tra l'abiura e la morte sul rogo. Preferendo la prima alternativa, fu incarcerato nella Fleet Prison e poi nel convento agostiniano di Londra. 
Nel 1528 riuscì ad evadere e si rifugiò ad Anversa. In seguito viaggiò in Germania, dove conobbe Martin Lutero. Incontrò anche Stephen Vaughan, un mercante e diplomatico inglese che lo raccomandò a Thomas Cromwell. Nel 1531 tornò in patria e diventò uno dei principali intermediari tra il governo inglese e il movimento protestante tedesco. Nel 1535 fu inviato in Germania per cercare di ottenere l'approvazione dei luterani al divorzio del re Enrico VIII con Caterina d'Aragona. Quattro anni dopo Barnes fu incaricato di condurre trattative per il matrimonio di Enrico VIII con Anna di Clèves. Dopo che nel 1538 il re aveva rifiutato di aderire alla teologia luterana, nelle intenzioni di Cromwell il matrimonio con Anna, di famiglia tedesca, lo avrebbe indotto a cambiare opinione. 
Il matrimonio fu celebrato nel 1540 ma dopo pochi mesi fu annullato, con la motivazione di non essere stato consumato. 
Un attacco di Barnes al vescovo Stephen Gardiner, in un sermone davanti all'Antica cattedrale di San Paolo, diede inizio ad un'aspra lotta tra le due fazioni protestante e reazionaria, che infuriò nella primavera del 1540. Barnes, che si era ufficialmente convertito al luteranesimo, fu costretto a scusarsi con Gardiner, ma ciò non bastò a salvargli la vita. Dopo aver ottenuto il divorzio dalla quarta moglie Anna di Clèves, il re ordinò la condanna a morte di Cromwell, Barnes ed altri sostenitori del luteranesimo. Cromwell fu giustiziato il 28 luglio per decapitazione, Barnes fu arso sul rogo il 30 luglio..